# Lijst van World Heavyweight Champions (WWE)
Deze lijst van World Heavyweight Champions geeft een overzicht van worstelaars die op basis van hun ringnaam het WWE World Heavyweight Championship hebben veroverd.

## Titelgeschiedenis
| Nr.                                                                                         | Worstelaars         | # | Datum             | Stad            | Evenement                  | Aantekeningen |
| ------------------------------------------------------------------------------------------- | ------------------- | - | ----------------- | --------------- | -------------------------- | --- |
| 1                                                                                           | Triple H            | 1 | 2 september 2002  | Milwaukee       | Raw                        | Uitgereikt door Eric Bischoff. |
| 2                                                                                           | Shawn Michaels      | 1 | 17 november 2002  | New York        | Survivor Series 2002       | Dit was een Elimination Chamber match. |
| 3                                                                                           | Triple H            | 2 | 15 december 2002  | Fort Lauterdale | Armageddon 2002            | Dit was een Three Stages of Hell match (combinatie van Street Fight, Cage en Ladder match). |
| 4                                                                                           | Goldberg            | 1 | 21 september 2003 | Hershey         | Unforgiven 2003            | |
| 5                                                                                           | Triple H            | 3 | 14 december 2003  | Orlando         | Armageddon 2003            | Dit was een Triple Threat match. |
| 6                                                                                           | Chris Benoit        | 1 | 14 maart 2004     | New York        | WrestleMania XX            | Dit was een Triple Threat match. |
| 7                                                                                           | Randy Orton         | 1 | 15 augustus 2004  | Toronto         | SummerSlam 2004            | |
| 8                                                                                           | Triple H            | 4 | 12 september 2004 | Portland        | Unforgiven 2004.           | |
| -                                                                                           | Beschikbaar gesteld | - | 6 december 2004   | Charlotte       |                            | De titel werd na een controversiële Triple Threat match tussen Triple H, Chris Benoit en Edge aan geen van de deelnemers toegekend.                                                                                                |
| 9                                                                                           | Triple H            | 5 | 9 januari 2005    | San Juan        | New Year's Revolution 2005 | Dit was een Elimination Chamber match. |
| 10                                                                                          | Batista             | 1 | 3 april 2005      | Los Angeles     | WrestleMania 21            | |
| -                                                                                           | Beschikbaar gesteld | - | 10 januari 2006   | Pittsburgh      |                            | Batista moest de titel wegens een tricepsblessure opgeven. |
| 11                                                                                          | Kurt Angle          | 1 | 10 januari 2006   | Pittsburgh      | SmackDown!                 | Dit was een Battle royal. |
| 12                                                                                          | Rey Mysterio        | 1 | 2 april 2006      | Chicago         | WrestleMania 22            | Dit was een Triple Threat match. |
| 13                                                                                          | King Booker         | 1 | 23 juni 2006      | Indianapolis    | Great American Bash 2006   | |
| 14                                                                                          | Batista             | 2 | 26 november 2006  | Pittsburgh      | Survivor Series 2006       | |
| 15                                                                                          | The Undertaker      | 1 | 1 april 2007      | Detroit         | WrestleMania 23            | |
| 16                                                                                          | Edge                | 1 | 8 mei 2007        | Pittsburgh      | SmackDown!                 | Edge verzilverde zijn "Money in the Bank" contract nadat een Steel Cage match tussen The Undertaker en Batista onbeslist eindigde.                                                                                                 |
| -                                                                                           | Beschikbaar gesteld | - | 17 juli 2007      | Laredo          | SmackDown                  | Edge moest de titel wegens een borstspierblessure opgeven. |
| 17                                                                                          | The Great Khali     | 1 | 17 juli 2007      | Laredo          | SmackDown                  | Dit was een Battle royal. |
| 18                                                                                          | Batista             | 3 | 16 september 2007 | Memphis         | Unforgiven 2007            | Dit was een Triple Threat match en Rey Mysterio was de derde deelnemer. |
| 19                                                                                          | Edge                | 2 | 16 september 2007 | Pittsburgh      | Armageddon 2007            | Dit was een Triple Threat match. |
| 20                                                                                          | The Undertaker      | 2 | 30 maart 2008     | Orlando         | WrestleMania 24            | |
| -                                                                                           | Beschikbaar gesteld | - | 29 april 2008     | Atlantic City   | SmackDown                  | De titel werd The Undertaker door General Manager Vickie Guerrero ontnomen wegens het gebruik van een door haar illegaal bevonden wurggreep.                                                                                       |
| 21                                                                                          | Edge                | 3 | 1 juni 2008       | SanDiego        | One Night Stand 2008       | Ege won van The Undertaker in een Tables, Ladders and Chairs match. |
| 22                                                                                          | CM Punk             | 1 | 30 juni 2008      | Oklahoma City   | Raw                        | CM Punk verzilverde zijn "Money in the Bank" contract. |
| 23                                                                                          | Chris Jericho       | 1 | 7 september 2008  | Cleveland       | SmackDown                  | CM Punk zat niet in de Championship Scramble match en werd vervangen door Chris Jericho die de match won. |
| 24                                                                                          | Batista             | 4 | 26 oktober 2008   | Phoenix         | Cyber Sunday 2008          | |
| 25                                                                                          | Chris Jericho       | 2 | 3 november 2008   | Tampa           | Raw                        | Dit was een Steel Cage match. |
| 26                                                                                          | John Cena           | 1 | 23 november 2008  | Boston          | Survivor Series 2008.      | Cena maakte zijn rentree. |
| 27                                                                                          | Edge                | 4 | 15 februari 2009  | Seattle         | No Way Out 2009            | Dit was een Elimination Chamber match. |
| 28                                                                                          | John Cena           | 2 | 5 april 2009      | Houston         | wrestlemania xxv           | Won de Triple Threat match en Big Show was de derde deelnemer. |
| 29                                                                                          | Edge                | 5 | 26 april 2009     | Providence      | Backlash 2009              | |
| 30                                                                                          | Jeff Hardy          | 1 | 7 juni 2009       | New Orleans     | Extreme Rules 2009         | Dit was een Ladder match. |
| 31                                                                                          | CM Punk             | 2 | 7 juni 2009       | New Orleans     | Extreme Rules 2009         | CM Punk gebruikte zijn "Money in the Bank" koffer en won de match van Jeff Hardy. |
| 32                                                                                          | Jeff Hardy          | 2 | 26 juli 2009      | Philadelphia    | Night of Champions 2009    | |
| 33                                                                                          | CM Punk             | 3 | 23 augustus 2009  | Los Angeles     | SummerSlam 2009            | |
| 34                                                                                          | The Undertaker      | 3 | 4 oktober 2009    | Newark          | Hell in a Cell 2009        | Dit was een Hell in a Cell match. |
| 35                                                                                          | Chris Jericho       | 3 | 21 februari 2010  | Saint Louis     | Elimination Chamber 2010   | Jericho won de Elimination Chamber match van The Undertaker, CM Punk, Rey Mysterio, R-Truth en John Morrison. |
| 36                                                                                          | Jack Swagger        | 1 | 2 april 2010      | Les Vegas       | SmackDown                  | Swagger diende de "Money In the Bank"-koffer in. |
| 37                                                                                          | Rey Mysterio        | 2 | 20 juni 2010      | Uniondale       | Fatal 4-Way                | Rey Mysterio won de Fatal Four-Way match van Jack Swagger, Big Show en CM Punk. |
| 38                                                                                          | Kane                | 1 | 18 juli 2010      | Kansas City     | Money in the Bank 2010     | |
| 39                                                                                          | Edge                | 6 | 19 december 2010  | Houston         | TLC 2009                   | Edge won de Fatal Four-Way Tables, Ladders and Chairs match van Kane, Alberto Del Rio en Rey Mysterio. |
| 40                                                                                          | Dolph Ziggler       | 1 | 18 februari 2011  | San Diego       | SmackDown                  | Edge moest de titel afstaan aan Dolph Ziggler omdat hij de "spear" had gebruikt, die verboden was door Vickie Guerrero. |
| 41                                                                                          | Edge                | 7 | 18 februari 2011  | San Diego       | SmackDown                  | |
| -                                                                                           | Beschikbaar gesteld | - | 11 maart 2011     | Bridgeport      | SmackDown                  | Na advies van de dokters, ging Edge op pensioen vanwege een zware blessure. |
| 42                                                                                          | Christian           | 1 | 1 mei 2011        | Tampa           | Extreme Rules 2011         | Dit was een Ladder match en Christian won van Alberto Del Rio. |
| 43                                                                                          | Randy Orton         | 2 | 3 mei 2011        | Orlando         | SmackDown                  | De aflevering werd uitgezonden op 6 mei 2011. |
| 44                                                                                          | Christian           | 2 | 17 juli 2011      | Rosemont        | Money in the Bank 2011     | |
| 45                                                                                          | Randy Orton         | 3 | 15 augustus 2011  | Los Angeles     | SummerSlam 2011            | Dit was een No Holds Barred match. |
| 46                                                                                          | Mark Henry          | 1 | 18 september 2011 | Buffalo         | Night of Champions 2011    | |
| 47                                                                                          | Big Show            | 1 | 18 december 2011  | Baltimore       | TLC 2011                   | |
| 48                                                                                          | Daniel Bryan        | 1 | 18 december 2011  | Baltimore       | TLC 2011                   | Daniel Bryan diende zijn Money in the Bank koffer in en versloeg Big Show. |
| 49                                                                                          | Sheamus             | 1 | 1 april 2012      | Miami Gardens   | WrestleMania XXVIII        | |
| 50                                                                                          | Big Show            | 2 | 28 oktober 2012   | Atlanta         | Hell in a Cell 2012        | |
| 51                                                                                          | Alberto Del Rio     | 1 | 8 januari 2013    | Miami           | SmackDown                  | Dit was een Last Man Standing match en de aflevering werd uitgezonden 11 januari 2013. |
| 52                                                                                          | Dolph Ziggler       | 2 | 8 april 2013      | East Rutherford | Raw                        | Na een wedstrijd tussen Alberto Del Rio en Mark Henry, verscheen Ziggler op de ring en leverde zijn Money in the Bank-koffer in voor een titelwedstrijd tegen Del Rio. Ziggler won de wedstrijd en veroverde de titel van Del Rio. |
| 53                                                                                          | Alberto Del Rio     | 2 | 16 juni 2013      | Rosemont        | Payback                    | |
| 54                                                                                          | John Cena           | 3 | 28 oktober 2013   | Miami           | Hell in a Cell 2013        | |
| 55                                                                                          | Randy Orton         | 4 | 15 december 2013  | Houston         | TLC 2013                   | Dit was een Tables, Ladders and Chairs match |
| De WWE maakte bekend dat de titel ontbonden werd en niet meer zal gebruiken in de toekomst. |                     |   |                   |                 |                            | |

## Langst regerende titelhouders

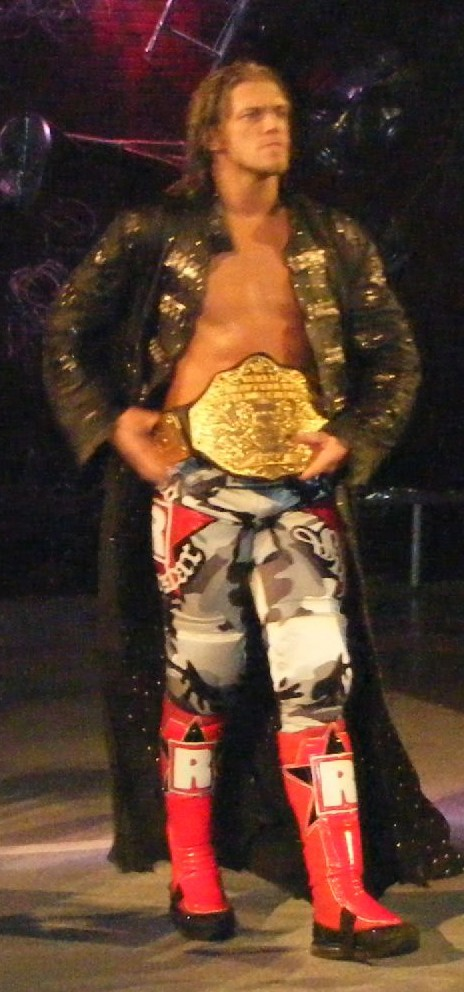
Edge is de recordhouder van deze titel door zeven keer te winnen.

| Rank | Worstelaar      | # | Aantal dagen kampioen |
| ---- | --------------- | - | --------------------- |
| 1    | Triple H        | 5 | 616                   |
| 2    | Edge            | 7 | 508                   |
| 3    | Batista         | 4 | 507                   |
| 4    | Sheamus         | 1 | 210                   |
| 5    | The Undertaker  | 3 | 207                   |
| 6    | Alberto Del Rio | 2 | 223                   |
| 7    | CM Punk         | 3 | 160                   |
| 8    | Chris Benoit    | 1 | 154                   |
| 8    | Kane            | 1 | 154                   |
| 8    | John Cena       | 2 | 154                   |
| 11   | Rey Mysterio    | 2 | 140                   |
| 12   | Randy Orton     | 4 | 139                   |
| 13   | King Booker     | 1 | 126                   |
| 14   | Chris Jericho   | 3 | 106                   |
| 15   | Daniel Bryan    | 1 | 105                   |
| 16   | Mark Henry      | 1 | 85                    |
| 17   | Bill Goldberg   | 1 | 84                    |
| 18   | Kurt Angle      | 1 | 82                    |
| 18   | Jack Swagger    | 1 | 82                    |
| 20   | Big Show        | 2 | 72                    |
| 21   | Dolph Ziggler   | 2 | 69                    |
| 22   | The Great Khali | 1 | 61                    |
| 23   | Christian       | 2 | 31                    |
| 24   | Shawn Michaels  | 1 | 28                    |
| 24   | Jeff Hardy      | 2 | 28                    |